# ذکیه خدادادی
ذکیه خدادادی زادهٔ ۲۹ سپتامبر ۱۹۹۸ در هرات افغانستان است. اولین تکواندوکار زن اهل این کشور است که در بازی‌های پارالمپیک تابستانی ۲۰۲۰ توکیو به نمایندگی از افغانستان به رقابت پرداخت و در پارالمپیک ۲۰۲۴ پاریس مدال گرفت.
خدادادی در سال ۲۰۱۶ پس از پیروزی در مسابقات قهرمانی بین‌المللی پاراتکواندو آفریقا در ۱۸ سالگی به شهرت رسید و نمایندهٔ افغانستان در بازی‌های پارالمپیک تابستانی ۲۰۲۰ بود. در ابتدا فرصت رقابت در پارالمپیک به دلیل تسلط طالبان از او سلب شد، اما او بعداً توسط کمیتهٔ بین‌المللی پارالمپیک برای رقابت در این رویداد از افغانستان تخلیه شد. او به اولین پارالمپین زن افغانستان تبدیل شد و از قوم هزاره افغانستان است.
خانم خدادادی در رقابت‌های پارالمپیک ۲۰۲۴ پاریس نیز شرکت کرد و اولین مدال‌آور پارالمپیک تاریخ افغانستان لقب گرفت.

## زندگی‌نامه
ذکیه خدادادی در سال ۱۳۷۷ هجری خورشیدی در هرات، افغانستان به دنیا آمد و در همان‌جا بزرگ شد. او عضو تیم ملی پاراتکواندو افغانستان است و اولین مدال‌آور پاراتکواندو افغانستان در مسابقات بین‌المللی محسوب می‌شود. ذکیه تحصیلات خود را تا صنف دوازدهم در هرات به پایان رساند. هم‌زمان با تحصیل در مدرسه، او به تمرینات ورزشی در باشگاه، یادگیری زبان انگلیسی و کامپیوتر نیز مشغول بود.
مربی او آقای یعقوب دولتیار بود و ذکیه به‌طور متوسط روزانه در دو نوبت صبح و بعدازظهر تمرین می‌کرد. برای آماده‌سازی برای مسابقات بین‌المللی و کسب سهمیه المپیک، او معمولاً در کابل تحت نظر یک استاد اهل کره به تمرینات فشرده می‌پرداخت.
ذکیه خدادادی پس از چندین سال تمرین با افراد غیرمعلول، توانست با تشویق و حمایت‌های مربی خود، به تیم ملی پاراتکواندو افغانستان بپیوندد. او در سال ۱۳۹۵ هجری خورشیدی به عنوان نایب قهرمان مسابقات بین‌المللی پاراتکواندو شناخته شد و این موفقیت بزرگ را به‌دست‌آورد.
هرچند هرات یک جامعه سنتی است، اما با تغییر دیدگاه‌های مردم نسبت به افراد دارای معلولیت، ذکیه خدادادی توانسته است تأثیر مثبت و رضایت‌بخشی در جامعه خود ایجاد کند. خانواده او و مربی‌اش از بزرگ‌ترین حمایت‌کنندگان او بوده‌اند و نقش مهمی در موفقیت‌های ورزشی او داشته‌اند.
پس از سقوط افغانستان به دست طالبان در سال ۱۴۰۰ هجری شمسی، ذکیه خدادادی مجبور به ترک افغانستان شد و به فرانسه رفت، جایی که اکنون زندگی می‌کند و به تمرینات ورزشی خود ادامه می‌دهد.

## حرفه
انگیزهٔ خدادادی به ورزش تکواندو و شرکت در المپیک به آن دلیل بود که تنها مدال‌های المپیک افغانستان در تکواندو در ۲۰۱۲ و ۲۰۱۶ به دست آمدند. او از روح‌الله نیکپا که به عنوان اولین (و در حال حاضر تنها) مدال آور المپیک افغانستان در نظر گرفته می‌شود، الهام گرفته بود. پس از سقوط طالبان در ۲۰۰۱، او مانند بسیاری از زنان دیگر در افغانستان، به رقابت در رویدادهای ورزشی مثل مردان تشویق شد. با این حال، او بسیاری از جلسات آموزشی خود را در خانه و در حیاط خلوت خود سپری کرد و از شرکت در باشگاه‌های محلی با توجه به حضور طالبان در ولایت هرات منع شد.
او در مسابقات قهرمانی بین‌المللی پاراتکواندو آفریقا ۲۰۱۶ که در مصر برگزار شده بود، برنده شد. او یک «وایلد کارد» برای شرکت در بازی‌های پارالمپیک تابستانی ۲۰۲۰ دریافت کرد، جایی که او به عنوان یکی از دو رقیب از افغانستان در کنار ورزشکار حسین رسولی انتخاب شد. خدادادی برای رقابت در رویداد K۴۴ زیر ۴۹ کیلوگرم زنان تعیین شد.
او پدر و مادر خود را ترک کرد و به کابل به منظور آموزش در آماده‌سازی برای پارالمپیک تابستان سفر کرد. با این حال، مشارکت افغانستان در بازی‌ها پس از سقوط کابل به طالبان تحت تأثیر قرار گرفت. ورزشکاران افغان نیز به دلیل بسته شدن فرودگاه‌ها قادر به ترک کابل نبودند. خدادادی از طالبان پنهان شد و به‌طور عمومی درخواست کمک فوری کرد تا با خیال راحت افغانستان را ترک و در پارالمپیک توکیو شرکت کند. نام او در فهرست تخلیهٔ اسپانیا تأیید شد.
در ۲۸ اوت ۲۰۲۱ نیروی هوایی سلطنتی استرالیا، به عنوان بخشی از تلاش‌های تخلیهٔ بین‌المللی از افغانستان و پایان دادن به عدم قطعیت در مورد مشارکت افغانستان در پارالمپیک توکیو، خدادادی و هموطن مردش، حسین رسولی، را از کابل به پاریس و سپس به توکیو منتقل کرد. رئیس کمیته بین‌المللی پارالمپیک، اندرو پارسونز اعلام کرد که هر دو ورزشکار افغان برای مصاحبه در دسترس نخواهند بود و مجوز به آنها داده شده است تا از کنفرانس‌های مطبوعاتی معمول جلوگیری کنند.